# Grand Lake (lago Colorado)
Il Grand Lake è un lago del Colorado situato nella contea di Grand, da cui prende il nome. Costituisce una delle sorgenti del fiume Colorado. 
L'altitudine della superficie del lago è di 2.550 metri. 
Sulle sue rive è situata l'eponima cittadina di Grand Lake. È il più grande lago naturale nello Stato del Colorado, formato dallo sbarramento di diversi torrenti da parte di una morena. Con una profondità di 475 m, è anche il terzo più profondo del Canada dopo il Grande Lago degli Schiavi (614 m) e il lago Quesnel (610 m).  È adiacente al Rocky Mountain National Park. Il lago era chiamato Spirit Lake dai nativi americani della tribù Ute perché credevano che le sue gelide acque fossero la dimora delle anime dei defunti, e per questo motivo lo evitavano.

## Colorado Big Thompson Project
Il lago Grand forma un unico bacino d'acqua con il lago artificiale Shadow Mountain Lake, che fluisce nel lago Granby. L'acqua contenuta in quest'ultimo è pompata verso lo Shadow Mountain e il lago Grand, proprio sotto lo spartiacque continentale attraverso l'Alva B. Adams Tunnel fino al Big Thompson River nel versante orientale delle Montagne Rocciose. Da qui, le acque si immettono nel fiume South Platte e sono usate per l'agricoltura, usi domestici e industriali. Questa è la prima di molte grandi deviazioni di acqua dal bacino idrico del fiume Colorado tra l'omonimo Stato e il golfo della California.